# Resolutie 796 Veiligheidsraad Verenigde Naties
Resolutie 796 van de Veiligheidsraad van de Verenigde Naties werd op 14 december 1992
unaniem aangenomen.

## Achtergrond
Nadat in 1964 geweld was uitgebroken tussen de Griekse- en Turkse bevolkingsgroep op Cyprus, stationeerden de VN de UNFICYP-vredesmacht op het eiland. Die macht werd daarna steeds om het half jaar verlengd. 
In 1974 bezette Turkije het noorden van Cyprus na een Griekse poging tot staatsgreep. In 1983 werd dat noordelijke deel met Turkse steun van Cyprus afgescheurd. Midden 1990 begon het toetredingsproces van (Grieks-)Cyprus tot de Europese Unie, maar de EU erkende de Turkse Republiek Noord-Cyprus niet.

## Inhoud
De Veiligheidsraad:
- neemt nota van het rapport van de Secretaris-Generaal over de VN-operatie in Cyprus;
- neemt ook nota van de aanbeveling om de macht met een periode van zes maanden te verlengen;
- bemerkt ook het akkoord van de Cypriotische overheid voor het behoud van de macht na 15 december 1992;
- bevestigt resolutie 186 (1964);

1. verlengt de VN-vredesmacht nogmaals met een verdere periode tot 15 juni 1993;
2. vraagt de secretaris-generaal zijn bemiddeling voort te zetten, de Veiligheidsraad op de hoogte te houden en tegen 31 mei 1993 te rapporteren over de uitvoering van deze resolutie;
3. verwelkomt de intentie van de secretaris-generaal om de landen die troepen bijdragen verder te consulteren om de Macht te herstructureren;
4. roept alle betrokken partijen op te blijven samenwerken met de macht.

## Verwante resoluties
- Resolutie 774 Veiligheidsraad Verenigde Naties
- Resolutie 789 Veiligheidsraad Verenigde Naties
- Resolutie 831 Veiligheidsraad Verenigde Naties (1993)
- Resolutie 839 Veiligheidsraad Verenigde Naties (1993)

Lijst ·  726 ·  727 ·  728 ·  729 ·  730 ·  731 ·  732 ·  733 ·  734 ·  735 ·  736 ·  737 ·  738 ·  739 ·  740 ·  741 ·  742 ·  743 ·  744 ·  745 ·  746 ·  747 ·  748 ·  749 ·  750 ·  751 ·  752 ·  753 ·  754 ·  755 ·  756 ·  757 ·  758 ·  759 ·  760 ·  761 ·  762 ·  763 ·  764 ·  765 ·  766 ·  767 ·  768 ·  769 ·  770 ·  771 ·  772 ·  773 ·  774 ·  775 ·  776 ·  777 ·  778 ·  779 ·  780 ·  781 ·  782 ·  783 ·  784 ·  785 ·  786 ·  787 ·  788 ·  789 ·  790 ·  791 ·  792 ·  793 ·  794 ·  795 ·  796 ·  797 ·  798 ·  799